# Jaroslav Egermajer
Jaroslav Egermajer (18. března 1945 – 12. ledna 2017) byl český hokejový obránce.

## Hokejová kariéra
V československé lize hrál za CHZ Litvínov. Odehrál 6 ligových sezón, nastoupil ve 183 ligových utkáních a dal 17 ligových gólů. V nižších soutěžích hrál za VTJ Dukla Litoměřice, Slovan Ústí nad Labem a VTŽ Chomutov.

## Klubové statistiky
| Sezona    | Klub                  | Soutěž  | Základní část | Základní část | Základní část | Základní část | Základní část |
| Sezona    | Klub                  | Soutěž  | Z             | G             | A             | B             | TM            |
| --------- | --------------------- | ------- | ------------- | ------------- | ------------- | ------------- | ------------- |
| 1964/1965 | VTJ Dukla Litoměřice  | 2. liga | -             | -             | -             | -             | -             |
| 1965/1966 | VTJ Dukla Litoměřice  | 2. liga | -             | -             | -             | -             | -             |
| 1966/1967 | CHZ Litvínov          | 1. liga | 19            | 3             | -             | -             | -             |
| 1967/1968 | CHZ Litvínov          | 1. liga | 36            | 2             | 5             | 7             | -             |
| 1968/1969 | CHZ Litvínov          | 1. liga | 28            | 2             | 3             | 5             | -             |
| 1969/1970 | CHZ Litvínov          | 1. liga | 36            | 4             | 5             | 9             | -             |
| 1970/1971 | CHZ Litvínov          | 1. liga | 31            | 5             | 2             | 7             | -             |
| 1971/1972 | CHZ Litvínov          | 1. liga | 33            | 1             | 0             | 1             | -             |
| 1972/1973 | Slovan Ústí nad Labem | 2. liga | -             | -             | -             | -             | -             |
| 1973/1974 | Slovan Ústí nad Labem | 2. liga | -             | -             | -             | -             | -             |
| 1974/1975 | VTŽ Chomutov          | 2. liga | -             | -             | -             | -             | -             |
| 1975/1976 | VTŽ Chomutov          | 2. liga | -             | -             | -             | -             | -             |